# 诺让勒鲁瓦
诺让勒鲁瓦（法語：Nogent-le-Roi，發音：[nɔʒɑ̃ lə ʁwa]），法国中北部城市，中央-卢瓦尔河谷大区厄尔-卢瓦省的一个市镇，隶属于德勒区，其市镇面积为13.01平方公里，2022年1月1日时人口数量为4,023人，在法国市镇中排名第2,801位（2022年）。
诺让勒鲁瓦位于厄尔-卢瓦省东北部，厄尔河左岸，是一个区域性的中心城市，多条公路在此交汇。

## 地名来源
根据当地官方网站的论述，诺让勒鲁瓦最初于公元1028年以“Novigentum Castrum”的形式被记载，该名称可能出自高卢语单词“Novio”和后缀“-entum”，意为“新的居民地”。“-le-Roi”这一后缀在腓力二世执政期间就已出现，后于十九世纪初正式成为当地官方名称的一部分；而在此之前，该地的官方名称曾为“Nogent-Roullebois”。

## 历史
诺让勒鲁瓦的早期历史尚不清楚。根据当地官方网站的论述，诺让勒鲁瓦在高卢-罗马时期可能就已形成聚落，而当地最初的确切提及则出现于公元十一世纪初库隆圣母修道院的一份文献中。1444年，查理七世将诺让授予布雷泽的皮埃尔以感谢其忠诚服务，此后皮埃尔在此修建城堡。后皮埃尔因其被怀疑犯有罪行和渎职而遭到失宠，其城堡于1448年被焚毁。路易十一执政期间，皮埃尔再次被捕入狱，获释条件是同意其子布雷泽的雅克与国王的同父异母妹妹瓦卢瓦的夏洛特联姻。1477年，雅克因发现妻子不忠而在愤怒中杀害了她及其情人，随后他被监禁，包括诺让城堡在内的财产被没收，后归还给其子布雷泽的路易。路易后曾担任诺曼底总督，并于1494年主持修建圣叙尔皮斯教堂（église Saint-Sulpice）。他的妻子是著名的黛安·德·波蒂埃（Diane de Poitiers）。1578年布雷泽家族与拉马克家族联姻，诺让领地被拉马克家族继承。1746年，诺让伯国领被并入曼特农伯国。法国大革命后，诺让勒鲁瓦成为厄尔-卢瓦省的一个市镇，并自1793年起成为该省的一个县治。工业革命期间曾建成一条连接诺让勒鲁瓦的地方铁路，后被废弃。二战时期诺让勒鲁瓦曾遭到轰炸。1965年6月15日戴高乐将军曾访问诺让勒鲁瓦。1972年，下瓦什雷斯以关联市镇的形式整体并入诺让勒鲁瓦。2014年，诺让勒鲁瓦县被撤销。

## 地理

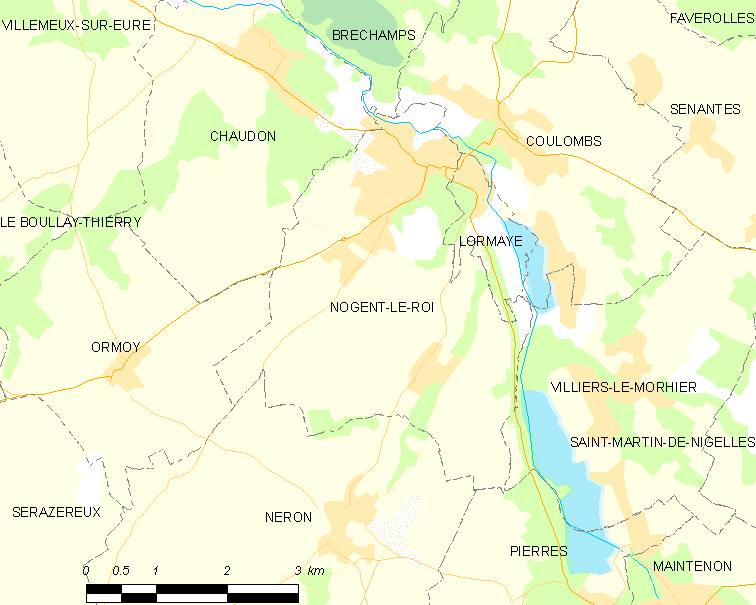
诺让勒鲁瓦市镇范围地图

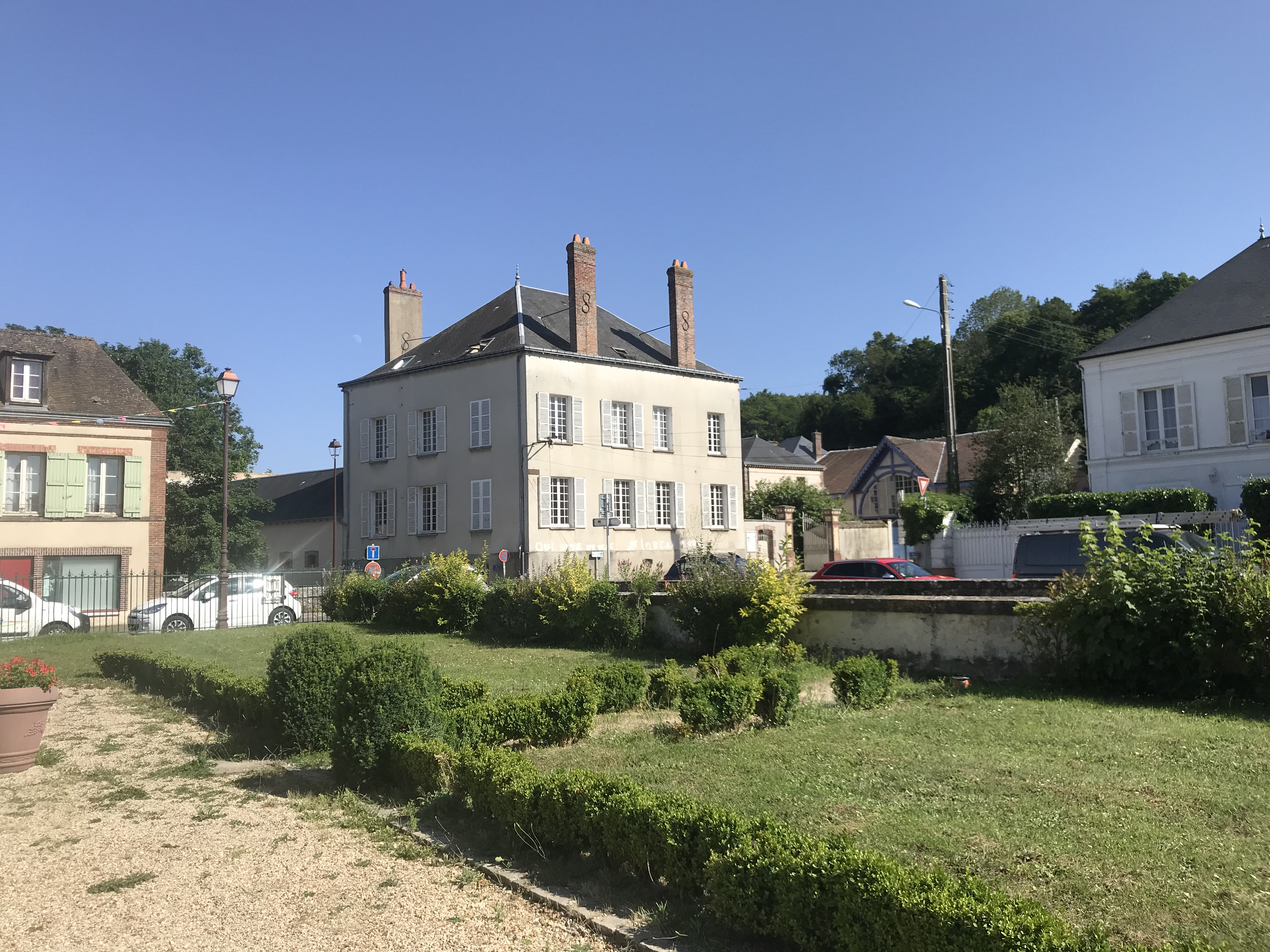
教堂花园

诺让勒鲁瓦位于法国中北部，中央-卢瓦尔河谷大区北部和厄尔-卢瓦省东北部，距离省会沙特尔大约28公里。与诺让勒鲁瓦接壤的市镇包括：布雷尚、绍东、库隆、洛尔迈、内龙、奥尔穆瓦、皮埃尔和维利耶勒莫里耶。

### 地形
诺让勒鲁瓦位于伊夫林地区-舍夫勒斯上河谷与德勒地区之间的过渡地带，境内以浅丘和河谷平原为主，市镇中心位于一处河谷左岸，西侧为坡地，全境海拔在91到138米之间。

### 水文
厄尔河自东南向西北流经诺让勒鲁瓦市镇东北侧，其左岸支流瓦什雷斯溪（ruisseau de la Vacheresse）则自南向北流经市镇范围东南部。

### 植被
诺让勒鲁瓦属于温带阔叶混交林区，林地多分布于河流附近及坡地地带，市区南侧的城堡市政公园（Parc municipal du Château）是当地主要的城市绿地。
在鲜花城市的评比中，诺让勒鲁瓦暂未被评级。

### 自然灾害
诺让勒鲁瓦的地震危险度等级为1级，属于极低危险；氡辐射等级为1级，属于低危险。1982至2025年1月间，诺让勒鲁瓦境内共发生7次有记录的自然灾害，其中6次洪涝。

### 气候
诺让勒鲁瓦在柯本气候分类法中属于温带海洋性气候（Cfb）。

## 行政区划
诺让勒鲁瓦的市镇编号为28279，邮政编号为28210。
在行政管理方面，诺让勒鲁瓦隶属于法国中央-卢瓦尔河谷大区厄尔-卢瓦省德勒区；在地方选举方面，诺让勒鲁瓦隶属于埃佩尔农县，其市镇范围全境被划入厄尔-卢瓦省第一选区；在社会管理方面，诺让勒鲁瓦是法兰西岛厄尔门市镇公共社区的组成部分。
截至2025年3月，诺让勒鲁瓦市镇范围内暂无任何安全优先街区及城市政策优先街区。
法国国家统计与经济研究所（简称“INSEE”）在进行数据统计时，将诺让勒鲁瓦及相邻的另外4个市镇设为诺让勒鲁瓦城市核心区（Unité urbaine de Nogent-le-Roi），并将包括诺让勒鲁瓦在内的周边共1,926个市镇划为巴黎城市辐射区。此外，INSEE还将诺让勒鲁瓦市镇整体看作一个“块区”（IRIS），以便于统计人口分布情况。

## 交通

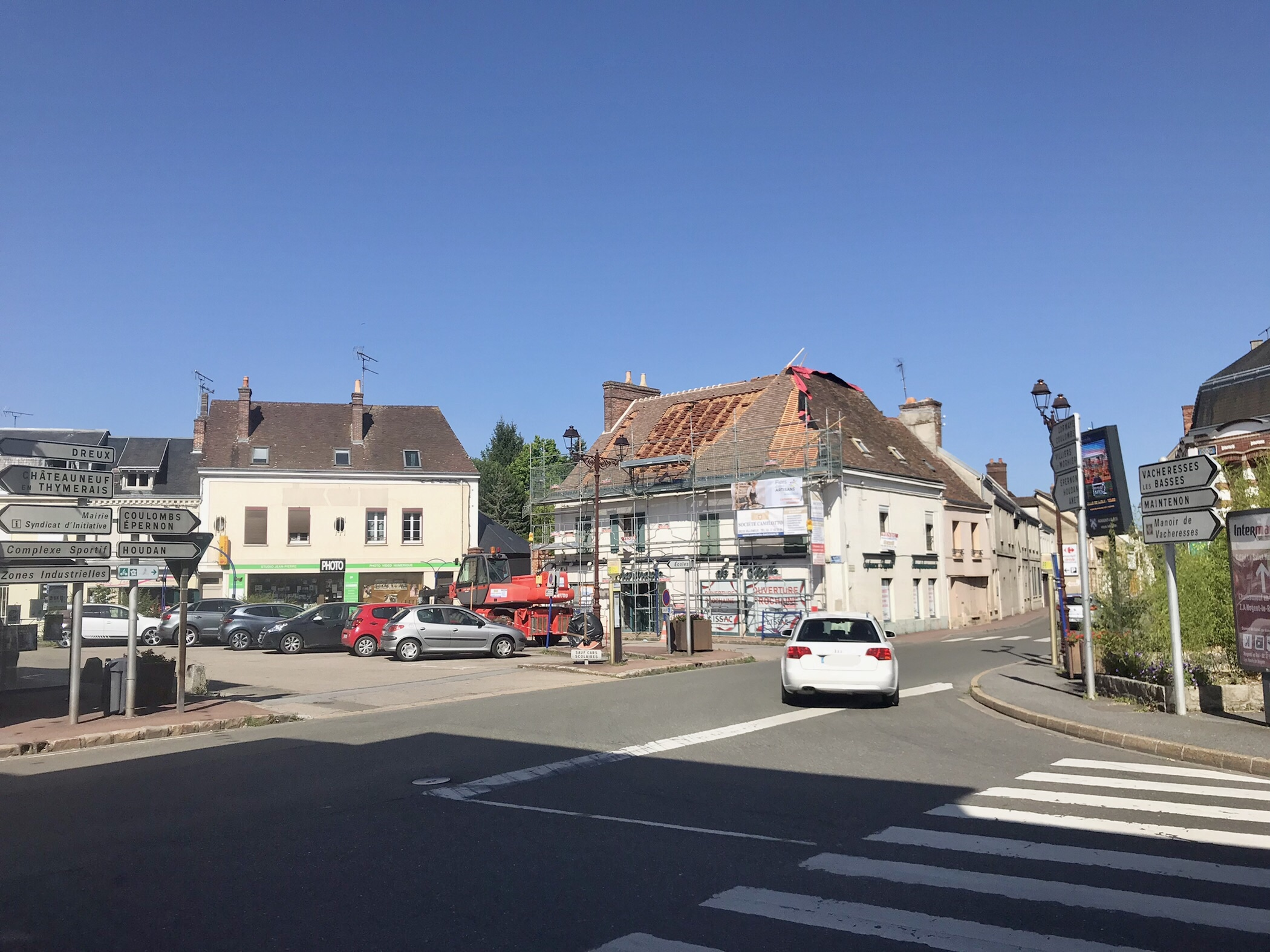
诺让勒鲁瓦镇中心的星星广场路口

### 公路
厄尔-卢瓦省省道D26线、D26.2线、D101.7线、D104线、D104.5线、D148线、D926线和D983线在诺让勒鲁瓦境内交汇。中央-卢瓦尔河谷大区城际客运（商业名称为“Rémi”）下属的厄尔-卢瓦省的城际客运8线和11线经停诺让勒鲁瓦，可前往沙特尔、曼特农、德勒等地。
2021年，78.1%的诺让勒鲁瓦家庭拥有至少一辆私人汽车。2023年，诺让勒鲁瓦境内共发生各类交通事故1起，造成1人重伤。
| 1 | 33 |

| 沙特尔-埃帕尔广场 | 31 |

| 德勒 | 17 |

| 埃佩尔农 | 13 |

### 铁路
距离诺让勒鲁瓦最近的运营中的客运铁路车站为10公里外的曼特农站，该站停靠往返于巴黎和沙特尔一线的区域列车，部分班次可直通勒芒。

### 航空
诺让勒鲁瓦距离巴黎-奥利机场的公路里程大约78公里。

### 城市公共交通
截至2025年3月，诺让勒鲁瓦暂无城市公共交通系统。

## 政治
诺让勒鲁瓦的现任市长为让-卢·维东先生（Jean-Loup VIDON），他是一名右翼无党派人士，自2023年5月起担任市长职务；其前任为菲利普·雷诺先生（Philippe RENAUD），他是一名右翼无党派人士，在2020年的市政选举中获得了59.87%的支持率，他于2023年4月因个人原因选择辞职。
在2022年的法国总统大选的第二轮选举中，法国第25任总统埃马纽埃尔·马克龙在诺让勒鲁瓦获得了50.11%的支持率。

## 人口
2022年，诺让勒鲁瓦市镇人口数量为4,023，在法国排名第2,801位。其中男性1,900人，女性2,082人，75岁及以上人口占8.6%，外籍人口数量为265人，人口密度为309人/平方公里，当地居民被称为（男性）或（女性）。2015至2021年间，诺让勒鲁瓦的人口增长率为–0.5%。2022年，诺让勒鲁瓦境内出生44人，死亡人口66人。
| 诺让勒鲁瓦1901年－2022年人口变化情况 |
|                                      |
| 数据来源：Cassini、INSEE             |

## 经济

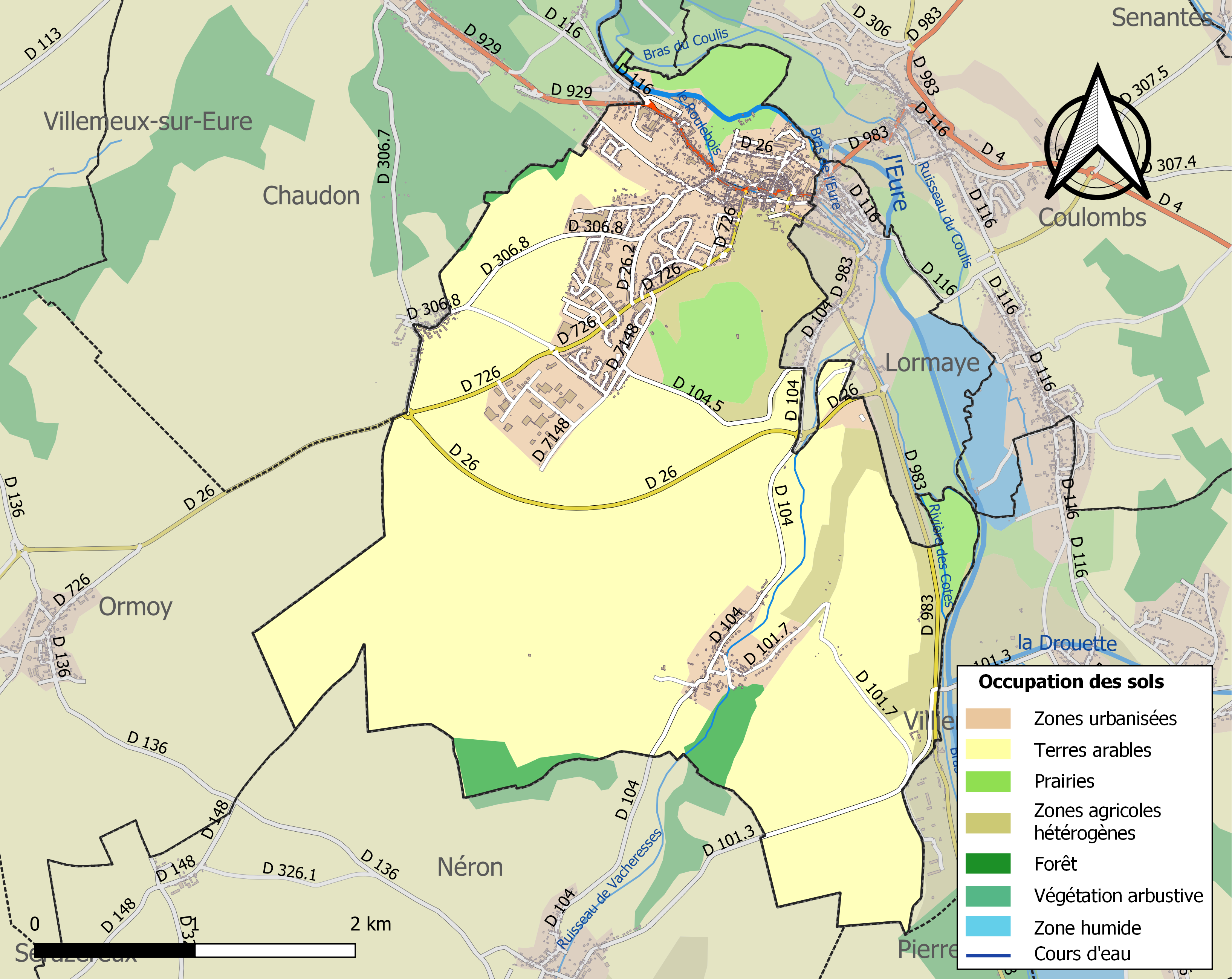
诺让勒鲁瓦土地利用情况地图

诺让勒鲁瓦是一个区域性的中心城市。INSEE于2020年将诺让勒鲁瓦划入德勒就业区（Zone d'emploi de Dreux），并又于2022年将其划入诺让勒鲁瓦生活区（Bassin de vie de Nogent-le-Roi）。截至2022年底，诺让勒鲁瓦市镇范围内共有活跃企业135家，其中69.6%的员工总数在9人及以下；按照产业分类，当地一、二、三产业占比分别为0.7%、23.0%和76.3%。（医疗器械）、（化工产品）及（工业设备制造）是当地2022年已公布营业额最高的三个企业，分别为45,610,978欧元、29,423,085欧元和27,255,310欧元。

## 财政与居民收入
2023年，诺让勒鲁瓦的财政收入总额为3,863,190欧元，财政支出总额为3,622,990欧元，当年的债务总额为1,222,900欧元。2023年，诺让勒鲁瓦市镇通过增值税获得77,440欧元的收入，此外当地还共获得了22,530欧元的国家直接财政补助。
| 诺让勒鲁瓦居民收入情况                           | 诺让勒鲁瓦居民收入情况 | 诺让勒鲁瓦居民收入情况 | 诺让勒鲁瓦居民收入情况 |
| 内容                                             | 诺让勒鲁瓦             | 厄尔-卢瓦省            | 法國                   |
| ------------------------------------------------ | ---------------------- | ---------------------- | ---------------------- |
| 居民平均时薪                                     | 15.9欧元（2022年）     | 15.9欧元（2022年）     | 17欧元（2022年）       |
| 高级职员人均时薪                                 | 27.0欧元（2022年）     | 26.6欧元（2022年）     | 29.1欧元（2022年）     |
| 中级职员人均时薪                                 | 17.0欧元（2022年）     | 16.6欧元（2022年）     | 16.6欧元（2022年）     |
| 普通职员人均时薪                                 | 12.1欧元（2022年）     | 12.2欧元（2022年）     | 12.1欧元（2022年）     |
| 工人人均时薪                                     | 13.4欧元（2022年）     | 12.8欧元（2022年）     | 12.5欧元（2022年）     |
| 贫困率                                           | 12%（2021年）          | 12.1%（2021年）        | 14.5%（2021年）        |
| 青壮年（15至64岁）失业率                         | 12.9%（2021年）        | 11.2%（2021年）        | 10.4%（2021年）        |
| 家庭总数                                         | 1,766（2022年）        | 455（2022年）          | 1,160（2022年）        |
| 征税家庭数量占比                                 | 44.5%（2023年）        | 55.3%（2022年）        | 44.8%（2022年）        |
| 家庭年均纳税                                     | 2,521欧元（2023年）    | 2,812欧元（2022年）    | 4,481欧元（2022年）    |
| 资料来源：INSEE、L'Internaute、Le Journal du Net |                        |                        |                        |

## 社会事务

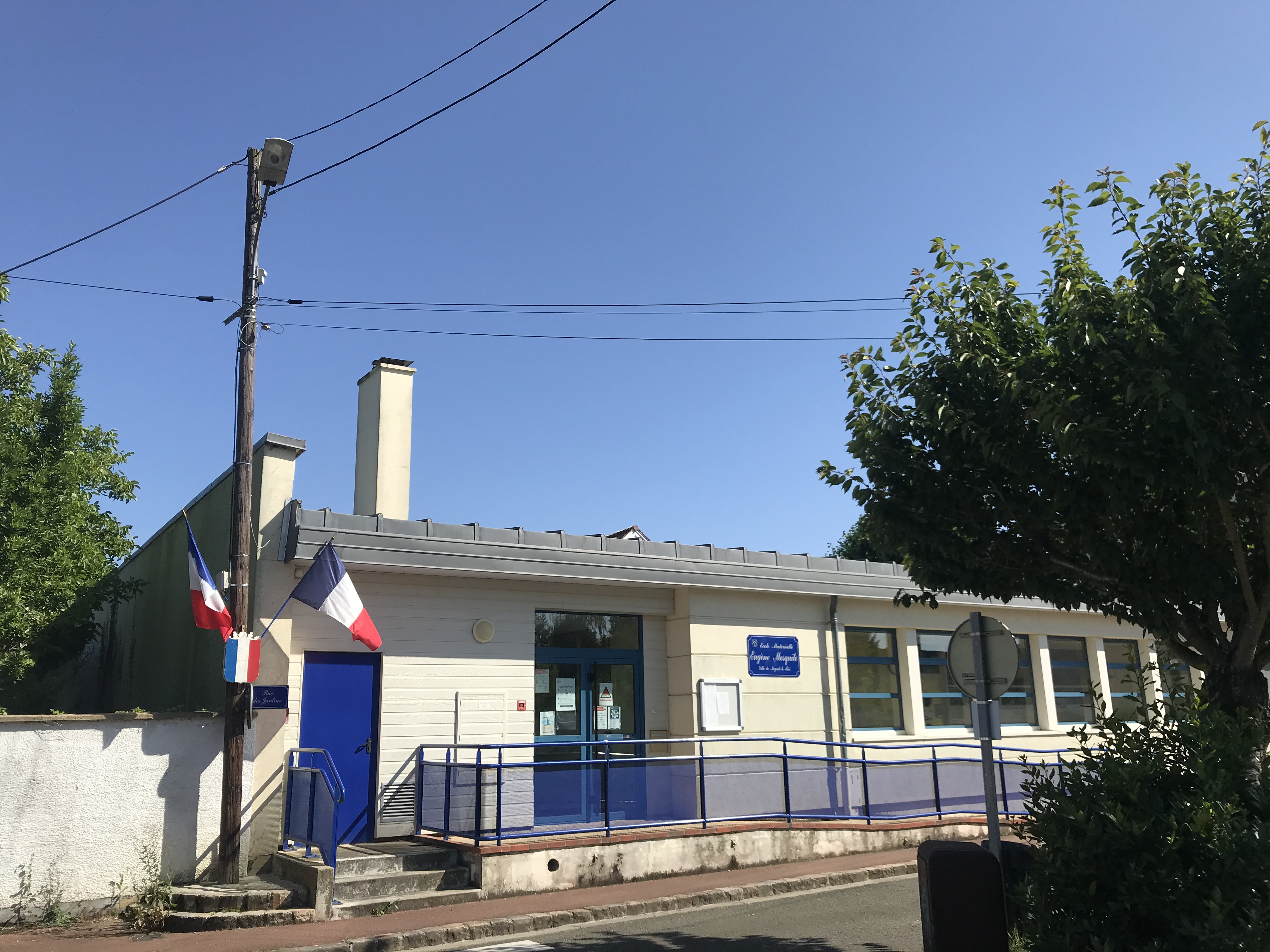
一所学校

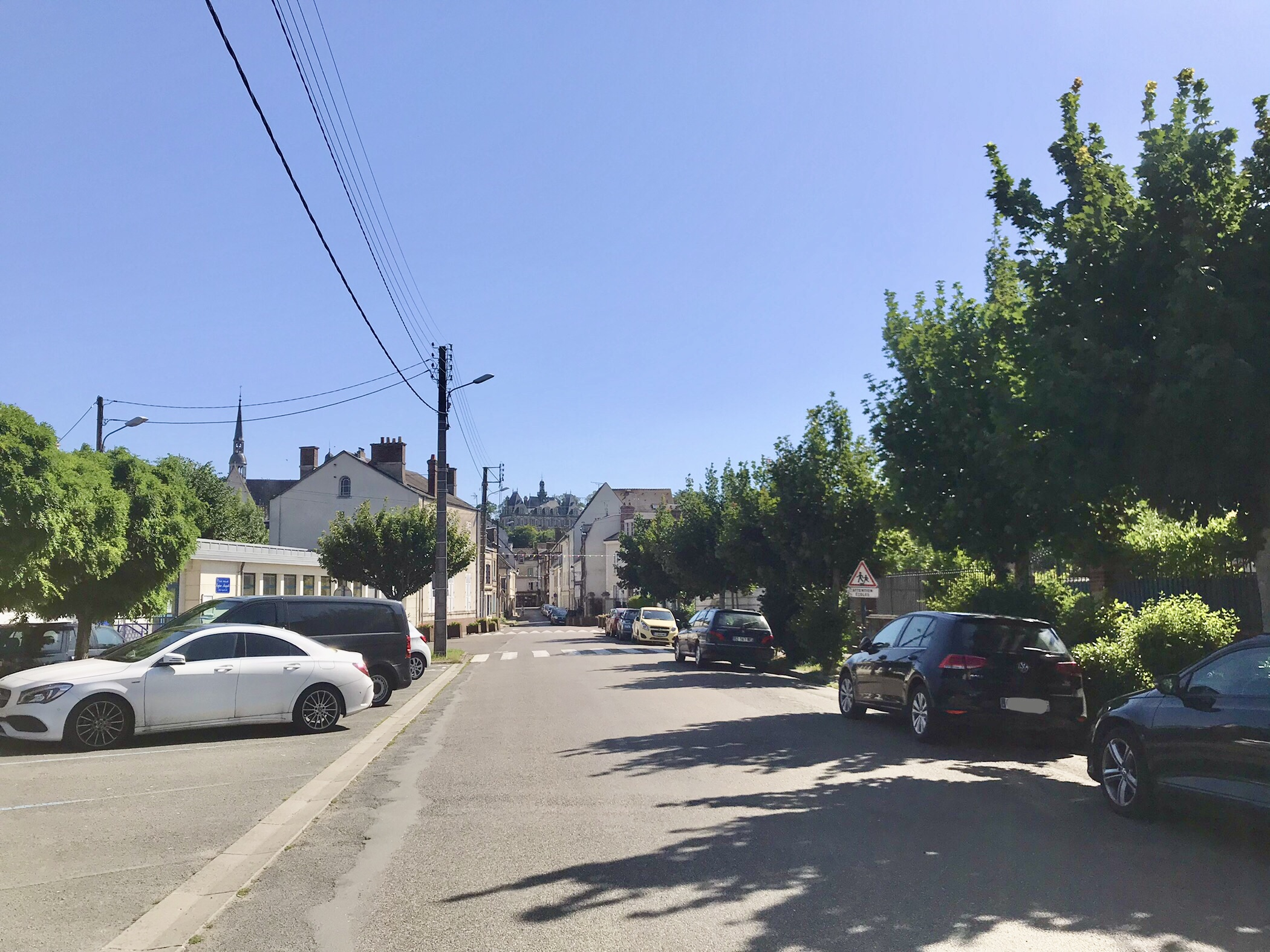
拉沃拉耶街

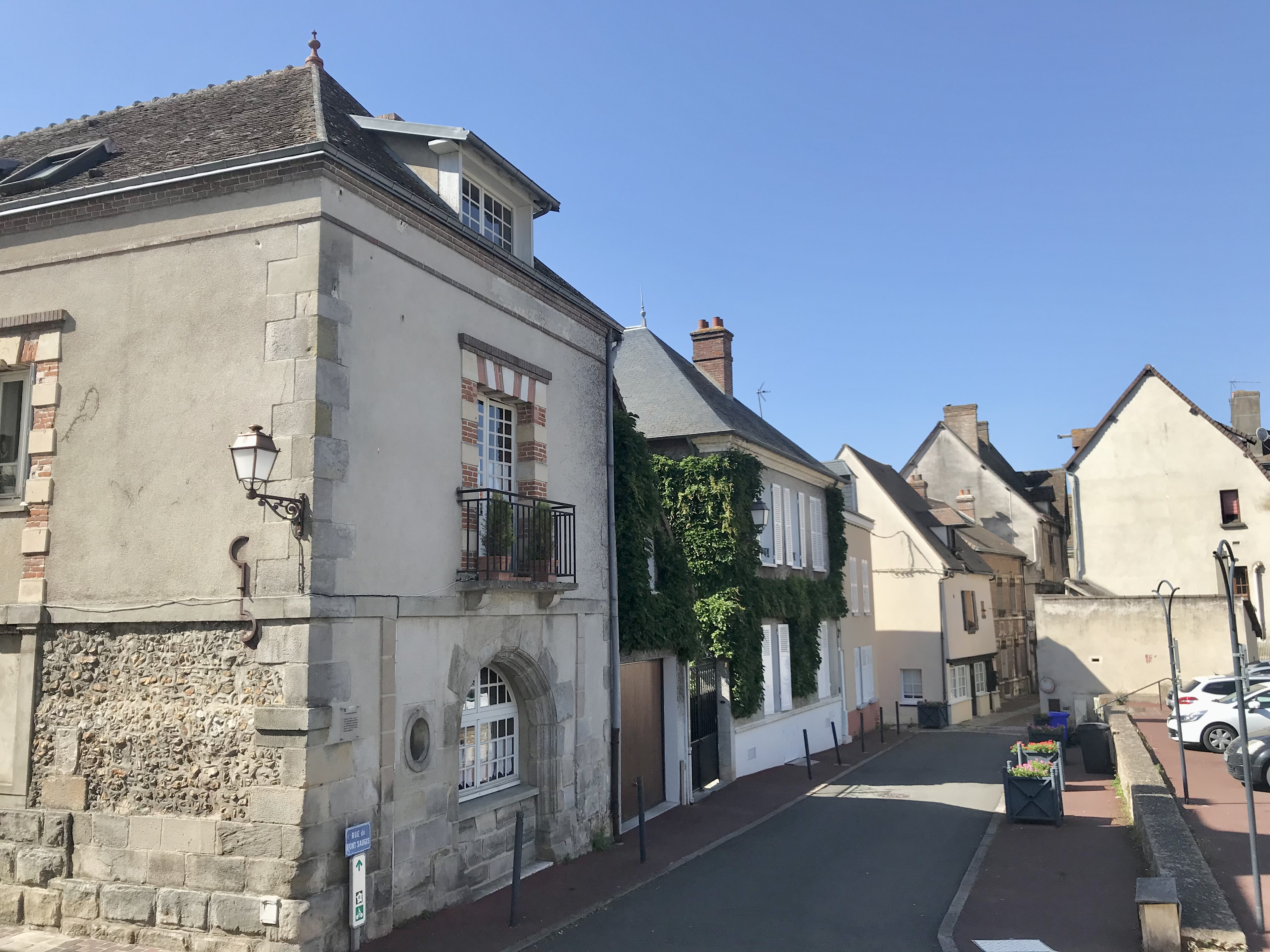
镇中心民居

### 教育
诺让勒鲁瓦属于奥尔良-图尔学区。截至2023年1月1日，诺让勒鲁瓦境内共有1所幼儿园、3所小学和1所初级中学。2022至2023学年度，诺让勒鲁瓦境内共有在校中等教育阶段学生692名。

### 医疗
截至2023年1月1日，诺让勒鲁瓦境内共有全科医生1名、保健师3名、牙医2名、护士3名、药房1家、养老院1家。
距离诺让勒鲁瓦最近的区域性医疗机构为德勒中心医院（Centre Hospitalier de Dreux），其主病区维克托·茹瑟兰医院（Hôpital Victor Jousselin）位于德勒市区东南部，距离诺让勒鲁瓦市区的正常车程大约19分钟，该院设有床位375个，是德勒区内规模最大的公立综合性医院。

### 住房
2021年，诺让勒鲁瓦境内共有各类住房2,078套，其中58.0%为独立式住宅，40.3%为集中式住宅。常住房屋占诺让勒鲁瓦市镇范围内居民建筑总量的87.7%。2023年，诺让勒鲁瓦的居住税率为13.26%，不动产税率为40.87%（其中空置土地的不动产税率为31.28%）。
在住房保障政策方面，2023年，诺让勒鲁瓦境内共有755户家庭获得了家庭津贴补助，受益人数占总人口数量的18.8%，其中245份为房租补助。

### 商业
2021年，诺让勒鲁瓦境内共有各类实体商铺114家，其中餐厅8家、大型超市2家、杂货店2家、面包房2家、肉铺4家、书店1家、银行门店7家、美容美发店7家、汽车维修店9家。诺让勒鲁瓦镇中心建有一家家乐福便民超市，市区西南部则建有一家Intermarché卖场。

### 体育
2023年，诺让勒鲁瓦境内共有1家游泳池、1间体育馆、1处网球场、2处足球或橄榄球场以及1处高尔夫球场。
截至2025年3月，诺让勒鲁瓦足球体育协会（Entente Sportive Nogentaise Football，编号512690）是诺让勒鲁瓦境内唯一的一家注册足球俱乐部，其主队2024至2025赛季参加中央-卢瓦尔河谷大区足球联赛丙组（法国第八级别），其位于诺让勒鲁瓦境内的主场为朱尔·比雅尔球场（Stade Jules Bigeard）。

### 环境
诺让勒鲁瓦的环境事务由其所属的法兰西岛厄尔门市镇公共社区联合各级政府协调负责。2021年，诺让勒鲁瓦境内暂无污染企业。

### 治安
2021年，诺让勒鲁瓦市镇范围内共有1处宪兵队。
2023年，诺让勒鲁瓦市镇范围内累计记录各类案件98起，其中盗窃类案件21起，人身侵犯类案件29起，毒品交易类案件14起。

## 文化
2021年，诺让勒鲁瓦境内暂无任何文化设施。诺让勒鲁瓦境内建有多媒体中心（Médiathèque），每周二、三、四、六向公众开放；另有一家图书馆，每周三、六向公众开放（每年八月除外）。

### 建筑
截至2025年3月，诺让勒鲁瓦境内共有7处建筑被列入法国国家文物保护单位，包括诺让勒鲁瓦城堡、圣叙尔皮斯教堂（Église Saint-Sulpice de Nogent-le-Roi）等。

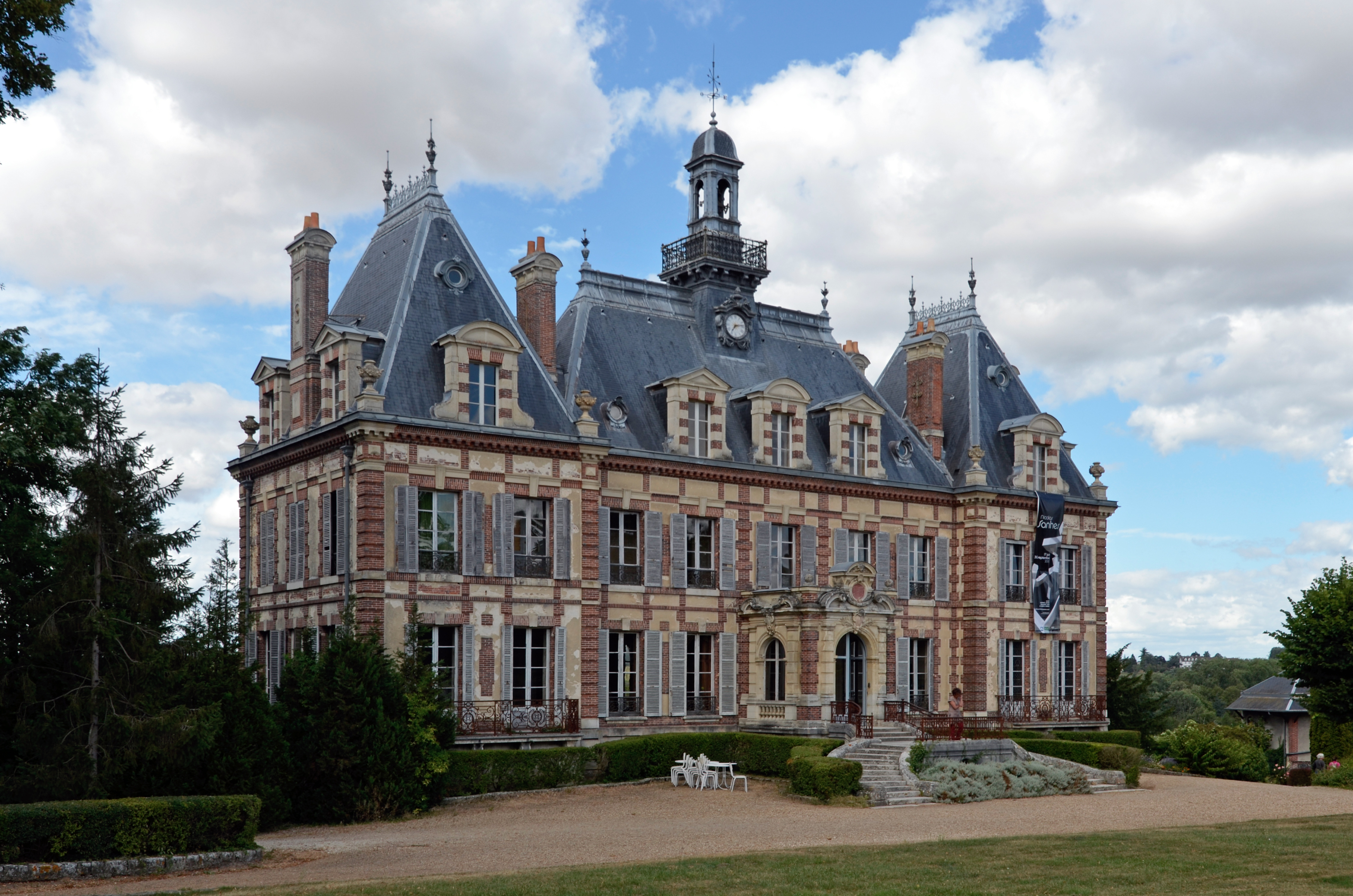
诺让勒鲁瓦城堡
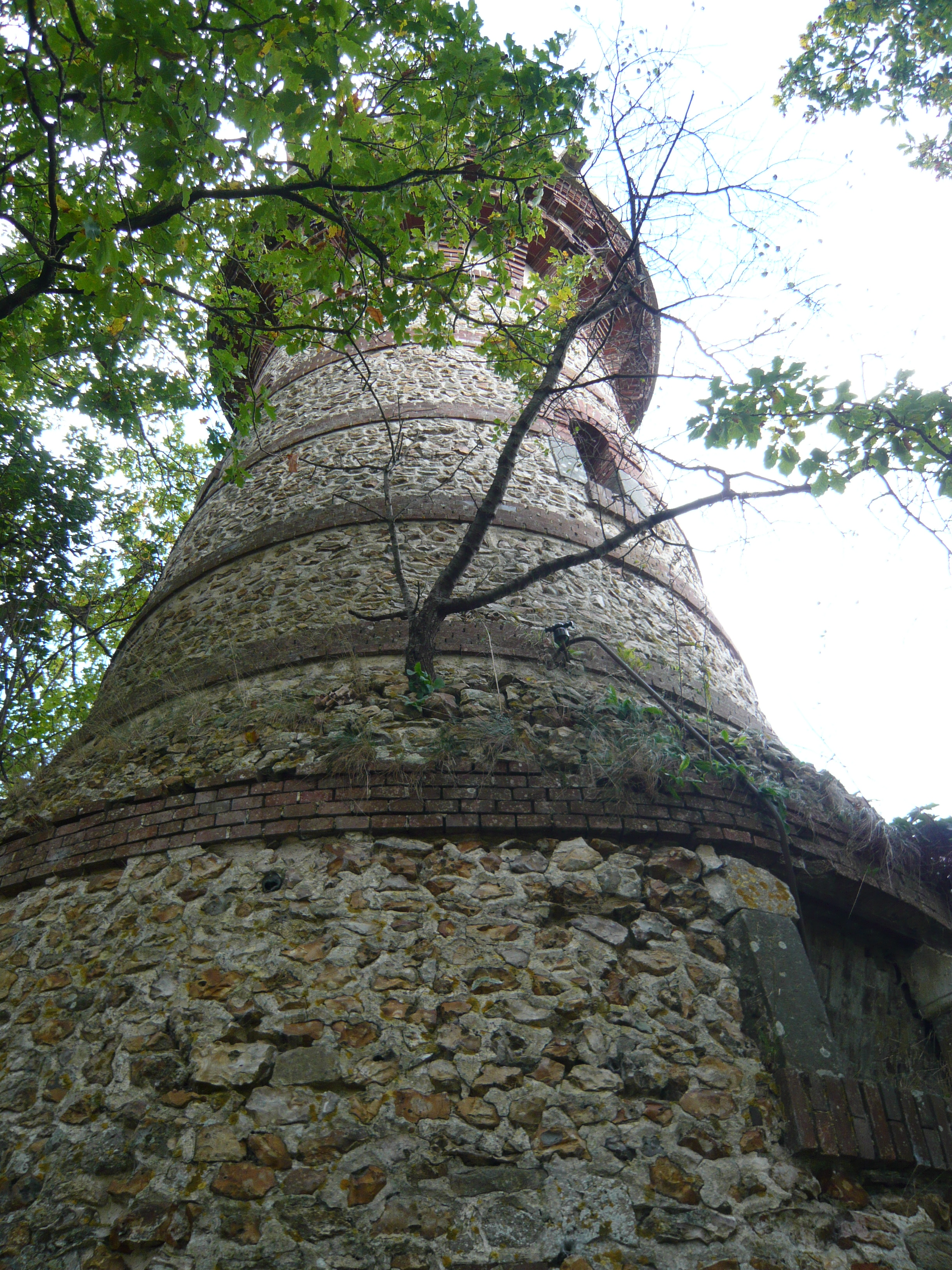
风力磨坊
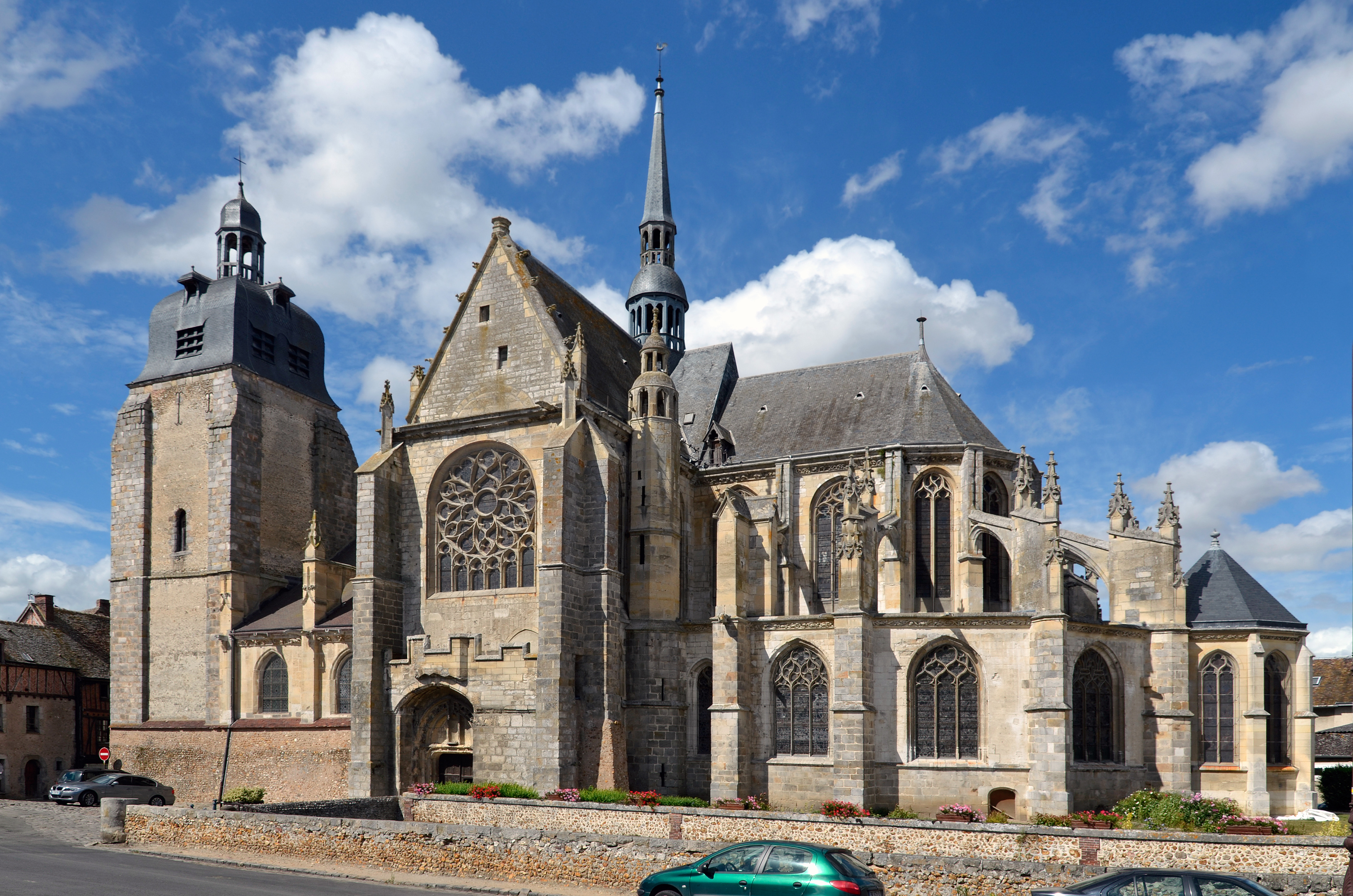
圣叙尔皮斯教堂
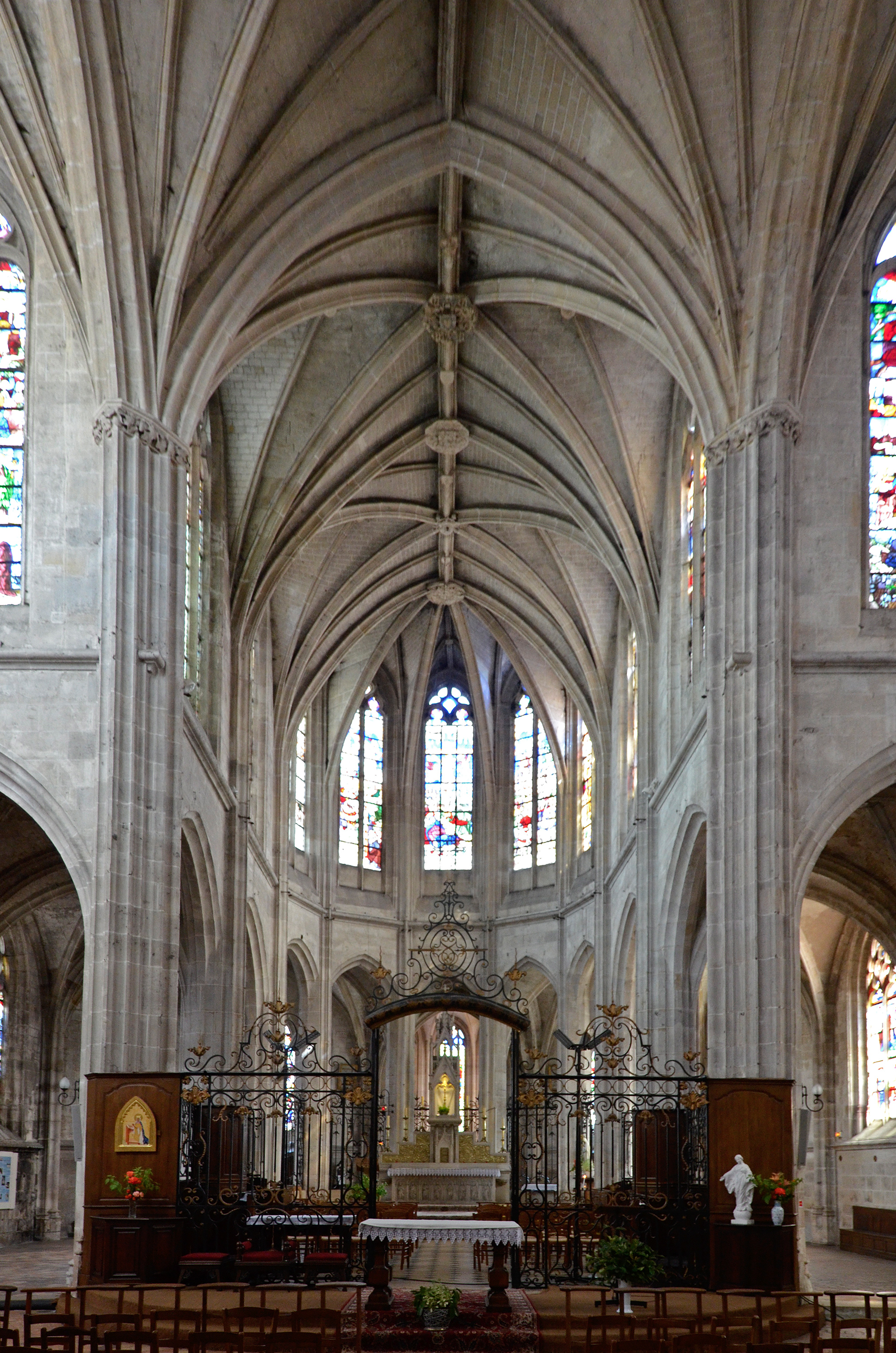
教堂大厅
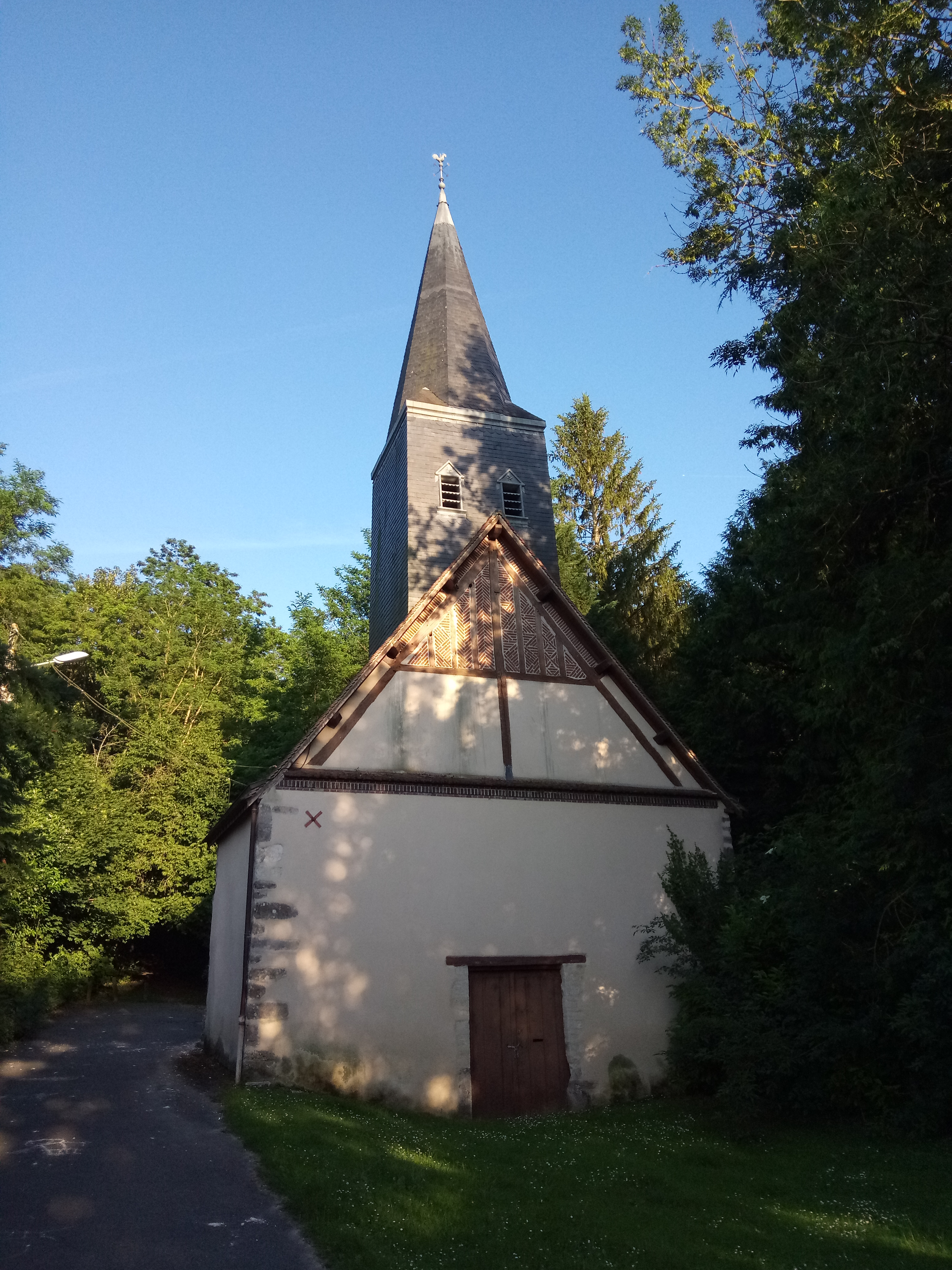
下瓦什雷斯教堂
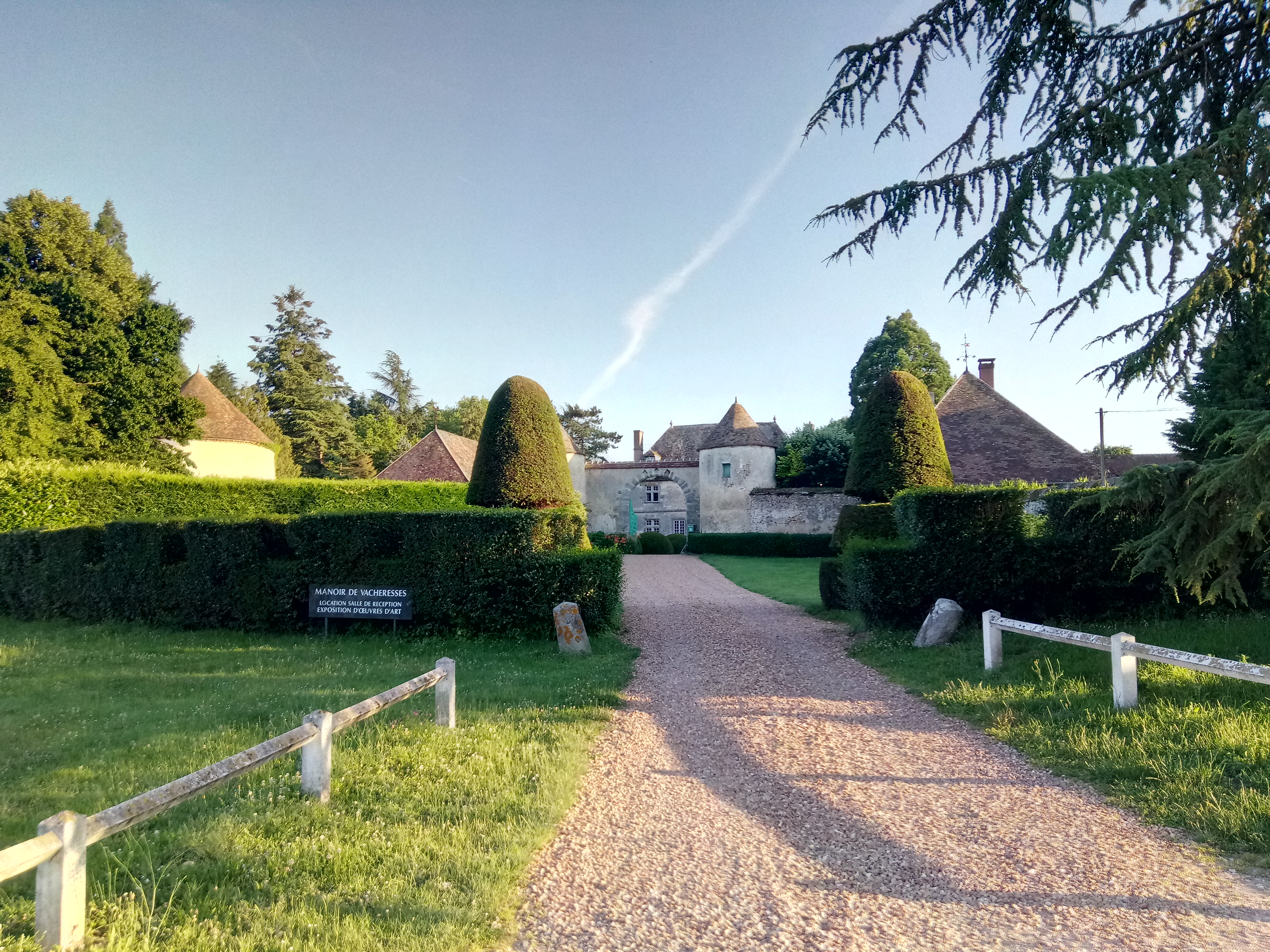
下瓦什雷斯庄园
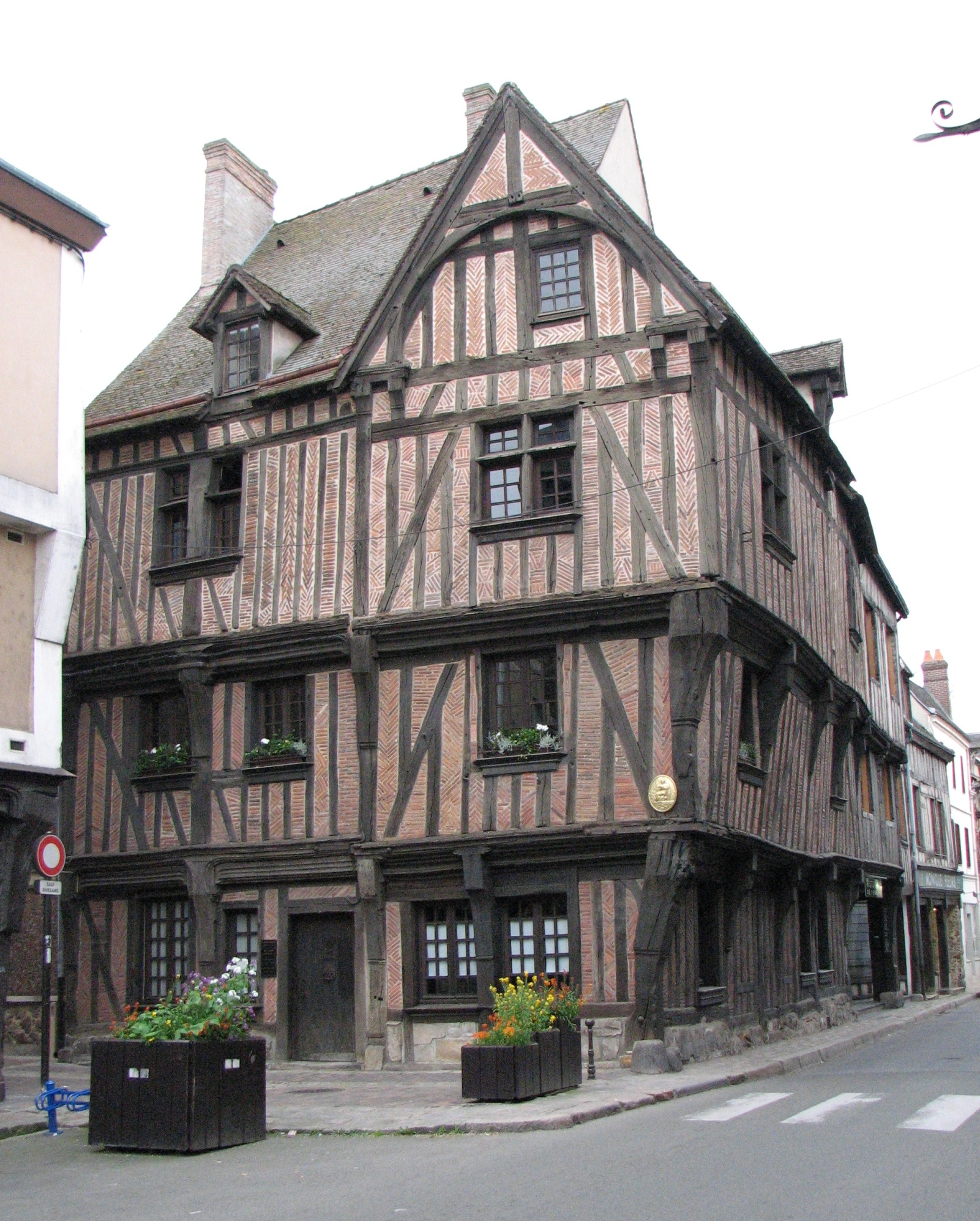
奥布拉多尔楼
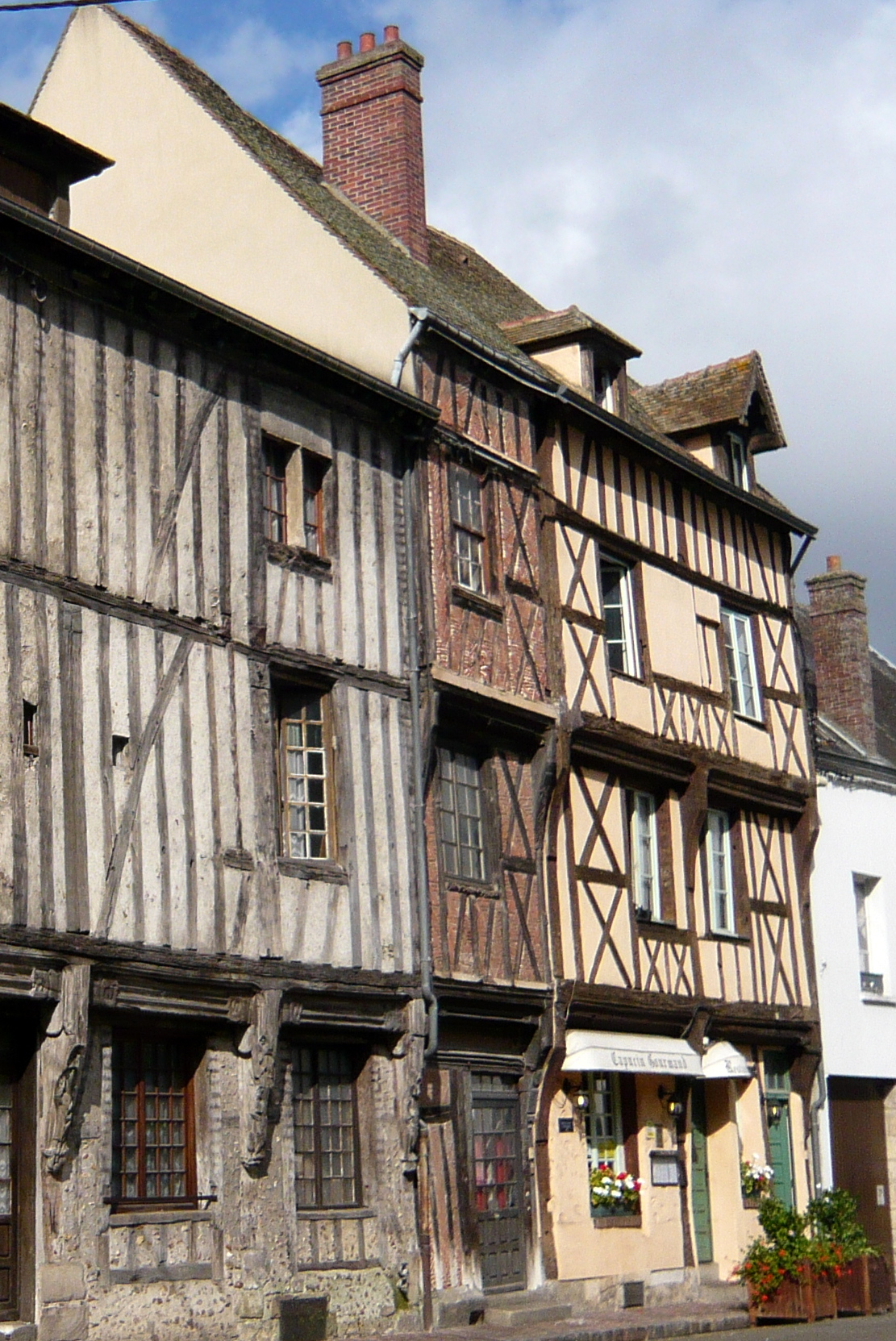
传统民居1
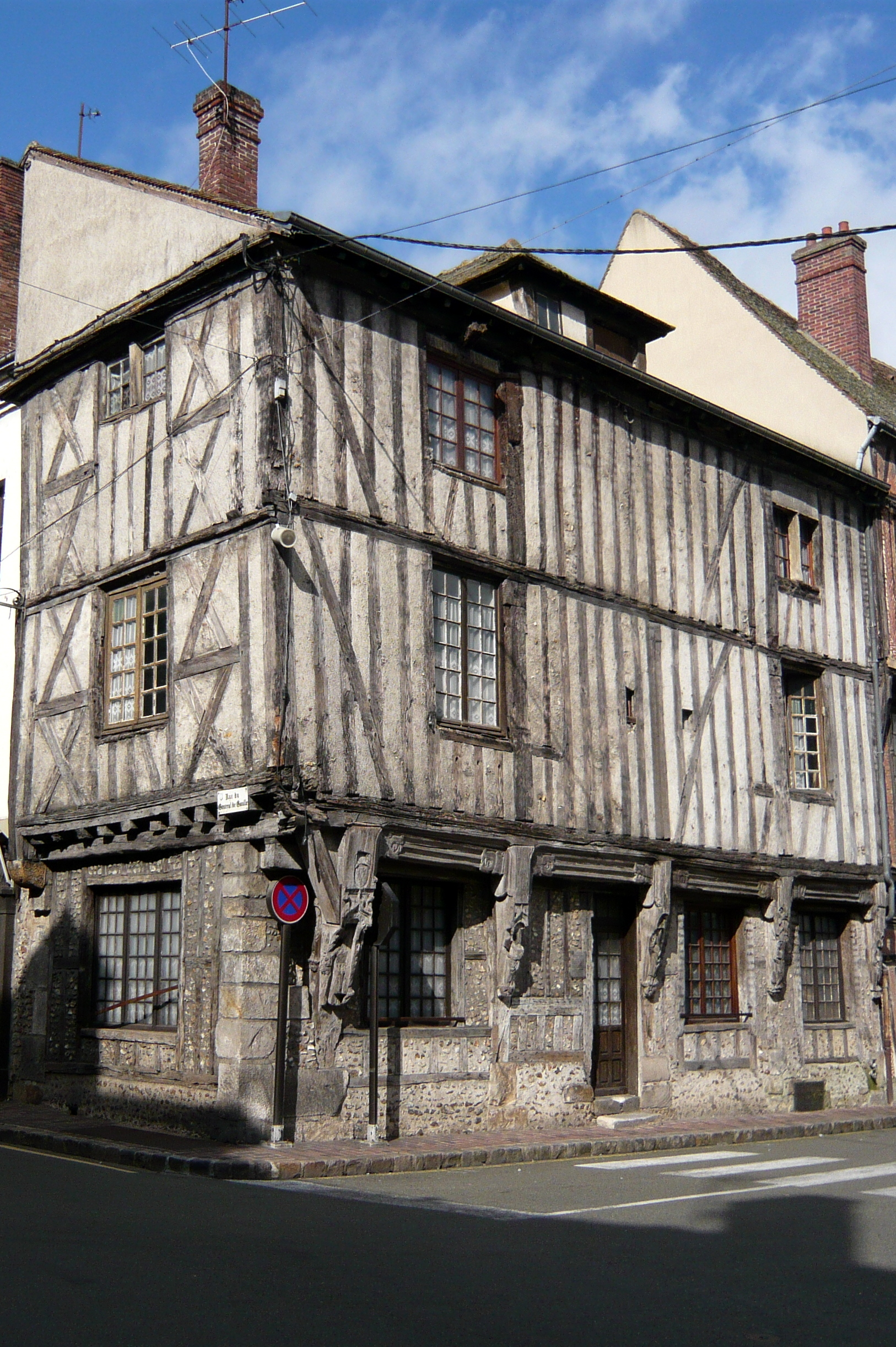
传统民居2

### 旅游
诺让勒鲁瓦的旅游事务由其所属的法兰西岛厄尔门市镇公共社区联合各级政府协调负责。2024年，诺让勒鲁瓦境内暂无任何常规游客接待设施。

### 媒体
法国主要的媒体均可在诺让勒鲁瓦接收，法国电视三台下属的中央-卢瓦尔河谷大区频道在部分时段播出诺让勒鲁瓦所在厄尔-卢瓦省的地方新闻。《共和回声报》、Ici奥尔良等是当地主要的地方性媒体。

## 友好城市
截至2025年3月，诺让勒鲁瓦共与两座城市建立了友好城市关系：
- 德国 黑德斯海姆
- 西班牙 萨拉斯